# Барановський Дмитро Іванович
Барановський Дмитро Іванович (нар.9 листопада 1948) — професор, доктор філософії, кандидат сільськогосподарських наук, вчений-зоотехнік, академік УАН, Відмінник аграрної освіти і науки, доцент кафедри генетики, розведення та селекційних технологій в тваринництві Державного біотехнологічного університету

## Біографія
Дмитро Іванович народився 9 листопада 1948 року в с. Рекетченці Шаргородського району Вінницької області.
Протягом 1956-1966 років навчався в Хоменківській восьмирічній та Джуринській середній школах Вінницької області.
З липня 1966 по листопад 1967 років був працівником майстерень, електромонтер колгоспу «Прогрес» Вінницької області Шаргородського району с. Хоменки.
Протягом 1967-1969 років служба в лавах Радянської армії.
З грудня 1969 по червень 1980 роки був бухгалтером централізованої бухгалтерії сільської ради села Хоменки Вінницької області.
Протягом 1970-1975 років студент зоотехнічного факультету Харківського зооветеринарного інституту.
З лютого 1975 по 1976 роки працював головним зоотехніком колгоспу Україна с. Дружин Шаргородського району Вінницької області.
З 1976 по 1977 роки був аспірантом кафедри розведення і генетики сільськогосподарських тварин денної форми навчання Харківського зооветеринарного інституту.
З 1977 по 1983 роки аспірант заочної форми навчання, асистент кафедри розведення і генетики сільськогосподарських тварин Харківського зооветеринарного інституту.
Протягом 1979-1981 років за сумісництвом працював заступником декана по роботі з іноземними студентами.
У 1982 році захистив дисертацію за темою «Некоторые хозяйственно-полезные качества и биологические особенности чистопородных помесных и гибридных свиней»; рішенням Ради при НДІ тваринництва Лісостепу та Полісся УРСР від 18 травня присуджено науковий ступінь кандидата сільськогосподарських наук.
З 1983 по 1985 роки працював старшим викладачем кафедри розведення і генетики сільськогосподарських тварин.
З 1984 по 1989 роки за сумісництвом працював заступником декана зооінженерного факультету.
З 1985 по 1992 роки працював доцентом кафедри розведення і генетики сільськогосподарських тварин Харківського зооветеринарного інституту.
У 1986 році рішенням ВАК при Раді Міністрів СРСР присвоєно вчене звання доцента при кафедрі розведення і генетики сільськогосподарських тварин.
З 1989 по 1996 роки працював проректором з навчальної роботи Харківського зооветеринарного інституту.
Протягом 1992-1996 років працював завідувачем кафедри розведення та генетики сільськогосподарських тварин.
З 1996 по 2006, 2012-нині працював доцентом кафедри розведення та генетики сільськогосподарських тварин.
Протягом 1999-2004 років працював деканом зооінженерного факультету.
У 2001 році рішенням Вченої ради Харківського зооветеринарного інституту присвоєно звання Почесний професор Харківського зооветеринарного інституту.
З 2006 по 2007 роки був деканом технологічного факультету Харківської державної зооветеринарної академії.
Протягом 2007-2009 років працював проректором з навчальної роботи Харківської державної зооветеринарної академії.
Протягом 2009-2012 років працював завідувачем кафедри генетики, селекції та біотехнології.
Протягом 2009-2015 років працював завідувачем навчально-методично-практичного центру, директор науково-методичного центру Харківської державної зооветеринарної академії.
Протягом 2013-2014 років виконував обов'язки завідувача кафедри генетики, розведення та селекції сільськогосподарських тварин Харківської державної зооветеринарної академії.
У 2015 році виконував обов'язки ректора Харківської державної зооветеринарної академії.
З 2015 по 2020 роки ректор Харківської державної зооветеринарної академії; доцент кафедри генетики, розведення та селекційних технології Харківської зооветеринарної академії.
З 2021 року і до теперішнього часу доцент кафедри генетики, розведення та селекційних технологій в тваринництві Державного біотехнологічного університету.

## Праці
Дмитро Іванович автор понад 240 наукових публікацій, серед них 80 методичних видань, 12 підручників і навчальних посібників з грифом Міносвіти і Мінагрополітики, 5 монографій, 10 книг і брошур науково-практичного та методичного спрямування.
Наукові інтереси: оптимізація технологій виробництва продукції свинарства на гетерозисній освнові; дослідження, впровадження, висвітлення.

## Відзнаки та нагороди
- Трудова відзнака «Знак пошани» (2003);
- Відзнака «Відмінник аграрної освіти та науки» ІІІ ступеня (2006);
- Відзнака «Відмінник аграрної освіти та науки» ІІ ступеня (2008);
- Знак «Відмінник аграрної освіти та науки» І ступеня (2011).